# Кіндінг
Кіндінг (нім. Kinding) — громада в Німеччині, розташована в землі Баварія. Підпорядковується адміністративному округу Верхня Баварія. Входить до складу району Айхштет.
Площа — 51,72 км2. Населення становить 2494 ос. (станом на 31 грудня 2020).